# Wilchowez (Swenyhorodka)
Wilchowez (ukrainisch Вільховець; russisch Ольховец Olchowez) ist ein Dorf im Zentrum der ukrainischen Oblast Tscherkassy mit etwa 1850 Einwohnern (2023).

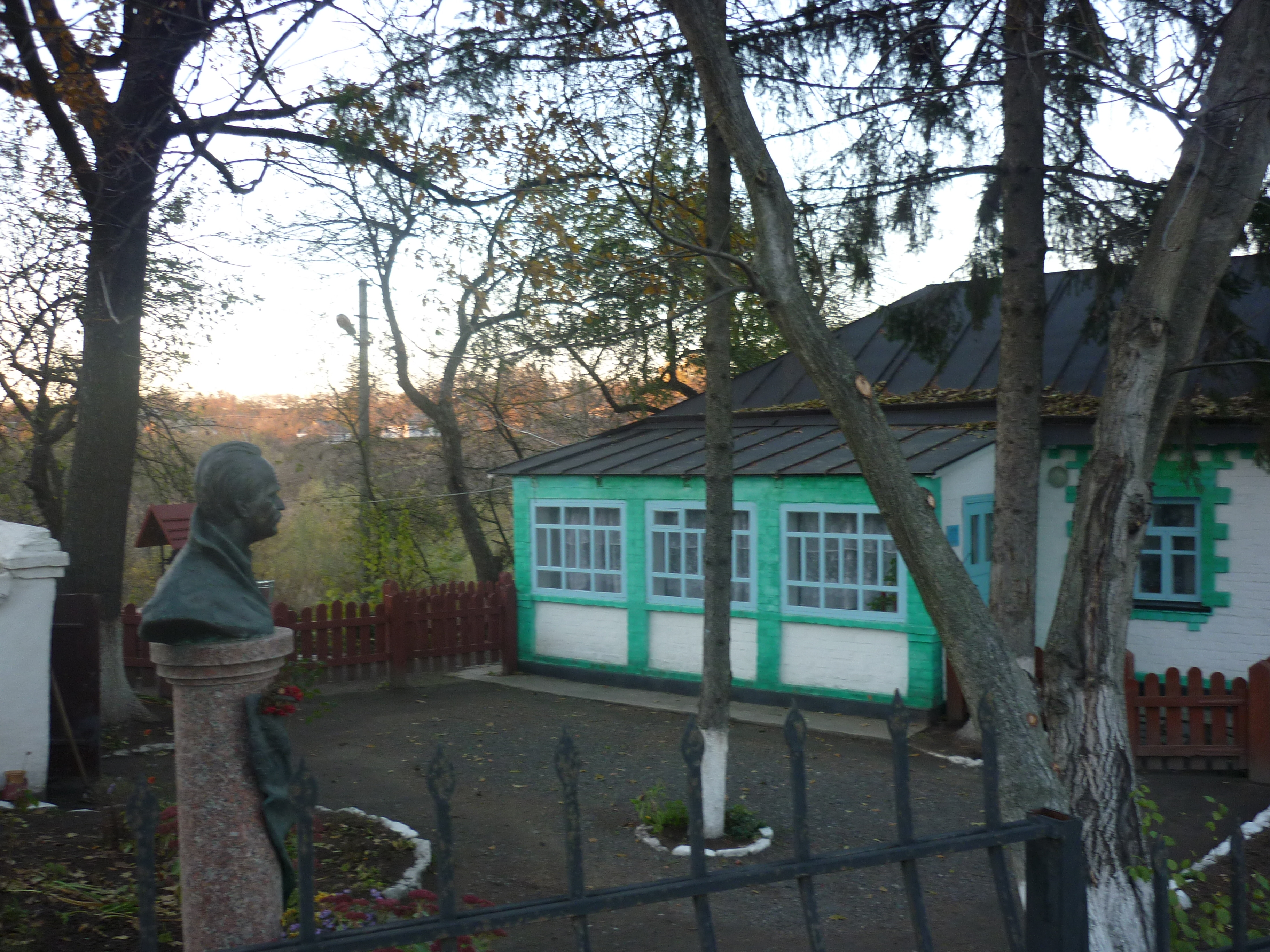
Museum und Denkmal von Wjatscheslaw Tschornowil im Ort

Das erstmals 1633 schriftlich erwähnte Dorf liegt an der Fernstraße N 16 und am Ufer der Popiwka (Попівка), einem 26 km langen Nebenfluss des Hnylyj Tikytsch 10 km südwestlich vom Rajonzentrum Swenyhorodka und etwa 115 km südwestlich vom Oblastzentrum Tscherkassy.
Im Ort befindet sich ein Museum und ein Denkmal zum Gedenken an Wjatscheslaw Tschornowil.
Am 12. Juni 2020 wurde das Dorf ein Teil der neugegründeten Stadtgemeinde Swenyhorodka, bis dahin bildete es die gleichnamige Landratsgemeinde Wilchowez (Вільховецька сільська рада/Wilchowezka silska rada) im Südwesten des Rajons Swenyhorodka.

## Persönlichkeiten
- Am 16. März 1664 wurde der Hetman der ukrainischen Kosaken und Woiwode Iwan Wyhowskyj (1608–1664) im Dorf hingerichtet.[5]
- Der deutsche Leichtathlet Rudolf Harbig (1913–1944) starb hier bei einem Kampfeinsatz als Fallschirmjäger im März 1944.